# ناجی حکیم
ناجی صبحی پل ایره نه حکیم (به فرانسوی: Naji Subhy Paul Irénée Hakim) آهنگساز و نوازنده ارگ لبنانی ـ فرانسوی در ۳۱ اکتبر ۱۹۵۵ در بیروت به دنیا آمد.

## برخی از آثار
- سوئیت کوچک
- سمفونی در سه قسمت
- رباعیات
- باگاتل
- دلدار : سوئیت سمفونیک
- بزرگداشت ایگور استراوینسکی

## شنیدن آثار
- youtube
- Cunticum
- deezer